# Marine Boyer
Marine Clémence Boyer (Saint-Benoît, Reunión, 22 de mayo de 2000) es una deportista francesa que compite en gimnasia artística, especialista en la barra de equilibrio.
Ganó una medalla de bronce en el Campeonato Mundial de Gimnasia Artística de 2023 y seis medallas en el Campeonato Europeo de Gimnasia Artística entre los años 2016 y 2024.
Participó en dos Juegos Olímpicos de Verano, ocupando el cuarto lugar en Río de Janeiro 2016, en la barra, y el sexto en Tokio 2020, por equipos.

## Palmarés internacional
| Campeonato Mundial | Campeonato Mundial    | Campeonato Mundial | Campeonato Mundial   |
| Año                | Lugar                 | Medalla            | Prueba               |
| ------------------ | --------------------- | ------------------ | -------------------- |
| 2023               | Amberes (Bélgica)     | Medalla de bronce  | Concurso por equipos |
| Campeonato Europeo |                       |                    |                      |
| Año                | Lugar                 | Medalla            | Prueba               |
| 2016               | Berna (Suiza)         | Medalla de plata   | Barra                |
| 2016               | Berna (Suiza)         | Medalla de bronce  | Concurso por equipos |
| 2018               | Glasgow (Reino Unido) | Medalla de plata   | Concurso por equipos |
| 2018               | Glasgow (Reino Unido) | Medalla de bronce  | Barra                |
| 2024               | Rímini (Italia)       | Medalla de bronce  | Barra                |
| 2024               | Rímini (Italia)       | Medalla de bronce  | Concurso por equipos |